# ثنائي أسيتات الألومنيوم
ثنائي أسيتات الألومنيوم ويعرف أيضاً بأسيتات الألومنيوم القاعدي (أي خلات الألومنيوم) هو مسحوق أبيض يُرمز له بالصيغة الكيميائية C4H7AlO5. هو أحد أنواع أسيتات الألومينيوم (خلات الألومينيوم) المتعددة ويمكن تحضيره من تفاعل ألومينات الصوديوم (NaAlO2) مع حَمْضُ الأسيتيك؛ (حمض الخليك).

## الاستخدام الطبي
يُستخدم ثنائي أسيتات الألومنيوم من ضمن المواد المُطهِّرة أو القابضة. كما يُستخدم أيضاً لتخفيف الحكة وتهدئة التمزقات أو الجروح. يُساعد في تخفيف تهيج الجلد الناتج عن أسباب عديدة، مثل لدغات الحشرات، أقدام الرياضيين، التهاب الجلد التماسي المحدث بالأوروشول الناتج عن النبات السام للمس، مثل، السُّمَّاقُ السَّامّ، البلوط، واللبلاب السام. يمكن أن يعالج تهيج الجلد الناتج عن الحساسية تجاه الصابون، مستحضرات التجميل، المواد المنظفة، أو المجوهرات. كما يُساعد أيضاً على تخفيف الانتفاخ الناتج عن الكدمات.
التحضيرات تُستخدم أيضاً لتخفيف أنواع متنوعة من مشاكل الجلد، مثل حب الشباب، الطَّفَحُ الحِفاظِيّ، الإكْزِيمَا، والحكة الشَرَجِيَّة. يُستخدم إجمالاً بواسطة
محلول بيورو، 13% من
أسيتات الألومينيوم في الماء.
محلول حمض الخل (أو حَمْضُ الخَلّيك)/أسيتات الألومينيوم يُمكن أن يُستخدم طبياً لعلاج التهابات قناة الأذن الخارجية. هذا النوع من العلاج يُوقف نمو البكتيريا والفطور ويجفف قناة الأذن.

## مرسخ اللون
في صناعة الأصبغة، ثنائي أسيتات الألومينيوم يُستخدم مع ثلاثي أسيتات الألومينيوم كمثبت ومُرسخ للألياف، مثل القطن